# Studen
Studen är en ort och kommun i distriktet Seeland i kantonen Bern, Schweiz. Kommunen har 3 510 invånare (2023).
I kommunen ligger ruinerna av ett romerskt tempel, Petinesca.